# 持続
持続 ( じぞく、英: duration、独: Dauer、仏: durée ) は、ひとつの状態が、その状態を維持したまま続くこと。また、状態を保ち続けることをさす。和製漢語である。

## 専門用語としての「持続」
持続可能性 ( Sustainable Development ) における持続は、1987年の国際連合ブルントラント委員会報告書で定義された専門概念であり、単なる持続とは意味合いが異なる。また、経営学の用語である「持続的競争優位 (Sustainable Competitive Advantage)」は、単なる持続ではなく模倣困難で希少な資源に基づく長期的優位性という意味で使われる。
英語には「持続」に関連する複数の概念があり、それぞれ異なるニュアンスを持つが、日本語では「持続」という同一の語で翻訳されることが多い。Durationは時間的な長さや期間を表す最も基本的な概念で、「どのくらいの時間続くか」という量的側面を示す。一方、専門分野では以下のような概念が「持続」と翻訳される。
- Sustainedは「支えられた」「維持された」という意味で、外部からの支援や意図的な努力によって持続される状態を表す。心理学の「持続的注意（Sustained Attention）[8]」や物理学の「持続振動（Sustained Oscillation）[9]」などで使用される。

- Persistentは「粘り強い」「しつこい」という意味で、障害や困難にもかかわらず持続される状態を表す。医学の「持続感染（Persistent Infection）[10]」などで使用される。

## 哲学用語としての「持続」
哲学における持続とは、特定の対象・表象・体験などが時間の経過を通じて同一性を保ち続けることを意味する。これは継起（ 独: Sukzession ）の概念と対比される。継起が時間内での変化や交替の過程を表すのに対し、持続はそうした変化の中でも変わらずに維持される同一性の側面を捉える概念である。
スコラ哲学において持続は神の「存在の不易性 ( 羅: Immutabilitas entis ) 」と捉えている。
カントは持続を実体の範疇におけるアプリオリな原則と考えた。現存在は継起するだけで、絶えず消滅するため量を持たない。実体によって時間系列の中の諸部分に一つの量を獲得するようになる。この量をカントは持続と呼んだ。
ベルクソンは持続について純粋持続という新たな解釈を生み出した。ベルクソンは持続を等質的で量的連続である物理時間と区別した。ベルクソンの純粋持続は意識に直接与えられている継起であるとともに、常に相互浸透しながら流動する質的多様であると考えた。また、ベルクソンはこの純粋持続を生命そのものと同一視した。

### 引用
1. ↑  オンライン版の『精選版 日本国語大辞典』によると『[初出の実例]「皇統の連綿を持続するが如きは易中の易のみ」(出典：文明論之概略（1875）〈福沢諭吉〉一)』とある。